# Charles Joseph de Raigecourt
Charles Joseph de Raigecourt (Metz, 1º gennaio 1771 – Nancy, 23 agosto 1860) è stato un generale francese.

## Biografia
Figlio del marchese de Raigecourt, conte del Sacro Romano Impero, e di sua moglie la contessa di Saintignon, Charles Joseph de Raigecourt nacque il 1º gennaio 1771 a Metz. Ancora giovanissimo, a 15 anni entrò nell'esercito francese ma a 18, quando scoppiò la Rivoluzione francese, decise di emigrare e di arruolarsi nell'Esercito degli emigrati predisposto dalla prima coalizione anti-francese che si opponeva ai rivoluzionari, insieme a molti altri suoi compatrioti.
Charles Joseph de Raigecourt combatté quindi nella campagna del 1792, come ufficiale di cavalleria e poi dal1794 al 1795 in un reggimento di emigrée al soldo dell'Inghilterra. Tornato al servizio stabile dell'Austria prese parte a dieci campagne miliari. Ritornò brevemente in Francia nel 1806, trasferendosi a Nancy e sposando Eugénie Salteur de la Serraz, per poi continuare il suo servizio a favore degli oppositori del regime napoleonico.
Durante la Restaurazione, Charles Joseph de Raigecourt venne nominato maresciallo di campo e cavaliere dell'Ordine di San Luigi nel 1816. Nel 1817 Charles Joseph de Raigecourt venne nominato Ispettore Generale della Guardia Nazionale di Meurthe.
Charles Joseph de Raigecourt morì nel 1860, all'età di 89 anni. La città di Metz gli ha dedicato una via.